# Constantin Petolescu
Constantin C. Petolescu (n. 20 februarie 1943, Izvoru Bârzii, Mehedinți, România) este un istoric român, membru corespondent al Academiei Române în cadrul Secției de Științe Istorice și Arheologie (28 iunie 2018).
A fost prof. univ. dr. la Facultatea de Istorie, Universitatea din București și cercetător științific I la Institutul de Arheologie “Vasile Pârvan”. Este specialist în istorie antică, epigrafie și arheologie clasică, autor a numeroase cărți, studii și articole de specialitate. Între 1997-2002 a fost membru în comitetul de conducere al Asociației Internaționale de Epigrafie Greacă și Latină. A fost redactor responsabil adjunct al colegiului de redacție al revistei «Studii și cercetări de istorie veche și arheologie» și corespondent pentru România al publicației Année épigraphique (Paris). A efectuat cercetări arheologice la castrele romane din Deva, Câmpulung, Voinești, Drobeta, Sucidava, Buridava, Slăveni. A urmat stagii de documentare în Germania (bursă DAAD, octombrie decembrie 1985), Italia (Institutul Arheologic German din Roma, noiembrie 1990 - ianuarie 1991), Elveția (Universitatea Lausanne, septembrie - octombrie 1991). A fost distins cu premiul “Vasile Pârvan” al Academiei Române pentru lucrarea Inscriptions externes concernant l’histoire de la Dacie romaine, vol. I-II, București, 1996-2000. 

## Lucrări publicate:

### Cărți
- Les cultes orientaux dans la Dacie méridionale (colecția „Études préliminaires aux religions orientales dans l'Empire Romain”, 54), E. J. Brill, Leiden, 1976, XVI + 71 p. + 32 pl. (coautor: Ion Berciu).
- Inscripțiile Daciei romane, II, București 1976, 276 p. + 46 pl. (coautor: Gr. Florescu).
- Decebal, regele Dacilor, Editura Academiei Române, București, 1991 (112 p. + 17 fig. în text).
- Scurtă istorie a Daciei Romane, Editura Didactică și Pedagogică, București, 1995 (180 p. + 2 fig. în text și 4 hărți).
- Inscriptions de la Dacie romaine. Inscriptions externes concernant l’histoire de la Dacie romaine (Ier- IIIe sičcles), vol. I. Les provinces occidentales, București, 1996 (238 p. + 8 pl.); vol..II. Zones de CIL III et CIL VIII, București 2000 (în pregătire pentru tipar) (Editura Enciclopedică).
- Dacia și Imperiul Roman, Editura Teora, București, 2000 (420 p.).
- Contribuție la tratatul de Istoria României, vol. I, București, 2001 p. 668-720 (Dacia în perioada 44 a.Chr.-106 p.Chr.).
- Epigrafia latină, Editura Ars Docendi, București, 2001 (272 p.+8 planșe).
- Auxilia Daciae. Contribuție la istoria militară a Daciei romane, București, 2002 (198 p.).
- Inscripții Latine din Dacia, București, 2005 (332 p.).

### Articole și studii
- Vasile Christescu, Dacia NS 48-49, 2004-2005 (2005), p. 481-484 (în colaborare).
- Cariera centurionului M. Calventius Viator, Pontica 37-38, 2005, p. 195-198.
- Albata decursio, Analele Universității din Craiova. Seria științe filologice. Limbi și literaturi clasice, I, 2004, p. 164-169;
- Granița de sud-est a Daciei romane pe timpul împăratului Caracalla, Argesis, 14, 2005, p. 271-278;
- Organizarea administrativă a Daciei romane, Studii și articole de istorie, 71, 2006, p. 137-149;
- Organizarea provicială a Daciei, în catalogul expoziției Dacia Augusti Provincia, deschisă la Muzeul Național de Istorie, p.17-26;
- Cronica epigrafică a României (XXI-XXIV, 2001-1004), SCIVA, 54-56, 2003-2005, p. 337-396.
- Dacia e l’Impero. L’imagine della Dacia nel spazio geografico antico, Dacia N.S., 50, 2006 (2007), p. 77-84.
- Anthroponymie et histoire, Dacia N.S., 50, 2006 (2007), p. 121-126.
- Cronica epigraficǎ a României (XXV, 2005), SCIVA 57, 1-4, 2006 (2007), p. 211-222.

### Editări:
- Studia historica et theologica. Omagiu profesorului Emilian Popescu, Iași 2003 (volum coordonat de C. C. Petolescu, T. Teoteoi și A. Gabor, 840 p.).
- Vasile Christescu, Viața economică a Daciei romane, Ars Docendi, București, 2004 (ediție îngrijită de C. C. Petolescu și Claudiu Christescu; reactualizare bibliografică și postfață de C. C. Petolescu).